# Christina Hoff Sommers
Œuvres principales
Who Stole Feminism?, The War Against Boys, Vice and Virtue in Everyday Life
Christina Hoff Sommers (née en 1950) est une autrice américaine, ex-professeure de philosophie et chercheuse membre de l'American Enterprise Institute connue pour ses écrits critiques sur le féminisme contemporain,. Ses travaux comprennent les livres Who Stole Feminism? (1994) et The War Against Boys (2000), et ses textes sont publiés dans différents médias comme The Huffington Post, Time, The Atlantic et Slate. Elle présente aussi le blog vidéo The Factual Feminist. 
Les positions de Sommers et de ses écrits sont décrits par l'Encyclopédie de philosophie de Stanford sous l’appellation de féminisme d'équité, une perspective féministe libertarienne qui suggère que le principal rôle politique du féminisme est de s'assurer que le droit à la non-interférence coercitive est respecté . Sommers oppose elle-même le féminisme d'équité au féminisme victimaire et au féminisme de genre, expliquant que la pensée féministe moderne contient souvent une « hostilité irrationnelle à l'égard des hommes » et une « incapacité à prendre au sérieux la possibilité que les sexes sont égaux mais différents ».
Plusieurs auteurs ont qualifié les positions de Sommers d'antiféministes,,.

## Liens
- Equity and gender feminism (en)
- Christina Hoff Sommers sur Twitter

- Site officiel
- Ressource relative à la recherche :   - Dimensions
- Ressource relative à la vie publique :   - C-SPAN
- Ressource relative à l'audiovisuel :   - IMDb
- Notices d'autorité :   - VIAF
  - ISNI
  - BnF (données)
  - IdRef
  - LCCN
  - GND
  - CiNii
  - Espagne
  - Belgique
  - Pays-Bas
  - Israël
  - NUKAT
  - Catalogne
  - Suède
  - Norvège
  - Tchéquie
  - Lettonie
  - Corée du Sud
  - WorldCat